# Anna Campillo Arrebola
Anna Campillo Arrebola   (Mollet del Vallès, 1 de maig de 1968 - 4 de juliol de 2023) va ser una poeta catalana.
Es va llicenciar en Filologia Anglogermànica a la Universitat Autònoma de Barcelona, on més endavant treballaria com a professora associada. Durant la formació va passar també per la Universitat de Manchester.
Fora de la creació literària, es dedicava professionalment a la docència a les etapes de secundària i batxillerat, concretament a l'Escola Sant Gervasi Cooperativa. Hi ensenyava anglès i alemany.
Va participar en projectes com l'antologia Poesia anglesa i nord-americana contemporània, publicada per Edicions 62 l'any 1994, i va debutar com a autora el 2022 a través de l'Editorial Trípode amb el poemari Trencadissa. Poc després, va guanyar el 38è Premi Miquel Martí i Pol de Poesia per l'obra Udol i llop. Tanmateix, el 5 de juliol del 2023 va morir sobtadament a causa d'un tumor cerebral. S'espera que la Fundació Miquel Martí i Pol i l'editorial Pagès Editors publiquin pròximament Udol i llop com a obra pòstuma de l'autora, amb el vistiplau de la família.
A més del guardó esmentat, també va vèncer en el 13è Certamen Literari de Relat Breu de Santa Eulàlia de Ronçana amb Sang i foc i va resultar finalista en el Premi de Poesia Pare Miret.
Pel que fa a l'estil literari, feia servir el vers lliure i una escriptura autodefinida com a sensorial.

## Obra
- Trencadissa (Editorial Trípode, 2022)
- Udol i llop (Pagès Editors, TBA)